# Timbedra Airport
Timbedra Airport är en flygplats i Mauretanien.   Den ligger i regionen Hodh Ech Chargui, i den sydöstra delen av landet, 900 km öster om huvudstaden Nouakchott. Timbedra Airport ligger 215 meter över havet.
Terrängen runt Timbedra Airport är mycket platt. Runt Timbedra Airport är det glesbefolkat, med 8 invånare per kvadratkilometer. Närmaste större samhälle är Timbedgha, 1,3 km norr om Timbedra Airport. Trakten runt Timbedra Airport består i huvudsak av gräsmarker.